# Turok
Turok ist der Name des Protagonisten einer Reihe von Comics und Videospielen. Dabei ist die Bezeichnung „Turok“ ein Rang, den der aktuelle Beschützer der sogenannten „Lost Lands“ erhält. Jeder „Turok“ hat dementsprechend auch einen eigenen Namen, wie zum Beispiel „Tal'Set“ und Joshua Fireseed. Es handelt sich um einen amerikanischen Ureinwohner, der gegen Dinosaurier kämpft. Vom ursprünglichen Comic über die Neuauflage bis hin zu den Videospielen hat die Figur eine Reihe von Wandlungen durchlaufen, der auch Schauplätze, Motive und Requisiten unterworfen waren.

## Comics

### Dell Comics / Western Publishing
Der Autor Gaylord DuBois hatte als Ableger des Lone Rangers die Figur eines amerikanischen Ureinwohners namens „Young Hawk“ geschaffen. Zwei Geschichten waren für die Veröffentlichung in den „Four Color“-Comics von Dell Comics vorgesehen, einer Reihe, mit der oft die Akzeptanz einer Figur beim Publikum getestet wurde. Als im Dezember 1954 die Nummer 596 der „Four Color“-Comics mit den beiden Abenteuern erschien, hatte man die Handlung in die vorkolumbische Zeit verlegt und die Figur zu Turok umbenannt. Zusammen mit seinem jüngeren Begleiter Andar geriet er während eines Jagdausflugs in ein unbekanntes Tal, Lost Valley genannt, das von prähistorischen Tieren und Urmenschen bevölkert war, derer sich die beiden fortan zu erwehren hatten.
Nach einem weiteren Heft im Rahmen von Four Color, der Nummer 656 im Frühjahr 1955, erhielt Turok schließlich seine eigene Heftreihe unter dem Titel Turok – Son of Stone, die mit der Nummer 3 gestartet wurde. Die Ausgaben erschienen anfangs vierteljährlich und dann zweimonatlich, bis zur Nummer 8 blieb Du Bois als Autor erhalten und wurde dann von Paul S. Newman abgelöst. Die Serie erschien zwar unter dem Label von Dell Comics, bei denen Finanzierung und Entscheidungsgewalt lag, die kreative Produktion und der Druck wurden jedoch vollständig von Western Publishing abgewickelt. Nach der Trennung der beiden Firmen erschien Turok ab dem Dezember 1962 mit der Nummer 30 unter Western Publishings Eigenmarke Gold Key Comics, die für den Vertrieb über Zeitungskioske geschaffen wurde. Ab den 1970er Jahren ging der Absatz der Comics allgemein zurück, Western Publishing schuf das Label „Whitman Comics“, unter dem es Hefte im Dreierpack über den Einzelhandel absetzte. Turok erschien ab der Nummer 86 auch unter dieser Eigenmarke. Ab 1981 konnte Western Publishing den Vertrieb über Kioske nicht mehr aufrechterhalten und vertrieb Comics nur noch über das Whitman-Label, unter dem die letzten Ausgaben erschienen, von Nummer 126 bis Nummer 130 im April 1982. Im selben Jahr wurde Western Publishing von Mattel gekauft, dem Wiederverkauf 1984 folgte eine Neuorientierung des Verlags mit Einstellung aller Comic-Veröffentlichungen.

### Valiant Comics
1988 plante Jim Shooter, ehemaliger Chefredakteur, den Marvel-Konzern zu übernehmen, scheiterte aber. Es gelang ihm jedoch, den Risikokapitalgeber „Triumph“ für die Idee eines neuen Comic-Verlags zu gewinnen. Als Tochter von Voyager Communications Inc. entstand Valiant Comics, die ab 1990 neben selbst entwickelten Figuren auch drei von Gold Key lizenzierte Titel neu auflegten.
Den ersten Auftritt hatte Turok im Mai 1992 in Magnus Robot Fighter #12. Weitere Gastauftritte folgten in X-O Manowar Nr. 14 und 15 im Mai und Juni 1993, sowie in verschiedenen Serien im Rahmen des UNITY-Handlungsbogens, der sich über je zwei Ausgaben eines jeden Valiant-Titels erstreckte. Eingebettet wurde der Handlungsbogen in die kostenlos ausgegebenen Anfangs-Nr. 0, welche im August 1992 erschien und Abschluss-Nr. 1, die im Oktober 1992 erschien.
Hier kämpfte Turok zunächst für die Superschurkin Mothergod, alias Erica Pierce, später gegen sie und die von ihr geschaffenen Bionisaur, Dinosaurier mit bionischen Implantaten. Nach ihrer Unterwerfung war das „Lost Land“ zunächst verschwunden und Turok fand sich im Dschungel Südamerikas wieder. Seither wechselt er zwischen den Welten Lost Land und der normalen Welt.
Es erschienen folgende Titel:
- Turok Dinosaur Hunter Nr. 0 bis Nr. 47 – Juli 1993 bis August 1996
- Turok Dinosaur Hunter Yearbook Nr. 1 – September 1994
- Original Turok Nr. 1 und 2 – April–Mai 1995
- Turok – The Hunted # 1 und 2 – März 1996 (Miniserie)

### Acclaim Comics
Voyager wurde 1994 an den Spielehersteller Acclaim Comics verkauft, der auch Valiants Geschäftsbetrieb unverändert beibehielt, bis ein wirtschaftlicher Einbruch die Comics ab Mitte der 1990er Jahre erfasste. Nummer 47 im August 1996 sollte die vorerst letzte Ausgabe von Turok sein. Acclaim nutzte die Krise zur Neupositionierung einiger Charaktere, die verstärkt als Werbung für das Spielegeschäfte agieren sollten. Von 1997 an erschien Turok in Verbindung mit anderen Charakteren, 1998 sogar für kurze Zeit als eigene Reihe. Die Figur war nun ein Nachfahre des originalen Turok und trug den Namen Joshua Fireseed. Ab 2000 konzentrierte sich Acclaim auf sein Kerngeschäft und veröffentlichte Comics nur noch zu Spiele-Neuerscheinungen. Mit „Turok Evolution“ wurde 2002 das letzte Heft herausgegeben, in dem ihm die weibliche Gefährtin Adon zur Seite stellte. 2004 ging Acclaim zusammen mit Acclaim Comics in Konkurs und Turok ging zurück an Random House, dem Rechteinhaber von Western Publishing.

### Dark Horse
In 2008 erschien ein Trade Paperback (TPB) in Taschenbuchformat. Hier diente der Zeichentrickfilm „Turok Son Of Stone“ als Vorlage, auch die Zeichnungen stammen vom Film.
In der Reihe Dark Horse Archives werden seit März 2009 die klassischen Ausgaben von Dell und Gold Key in Hardcover-Ausgaben nachgedruckt.
Dark Horse gab 2009 ein Trading Card Set heraus mit alternativen Titelbildern der Gold Key Comics.
Von Oktober 2010 bis Oktober 2011 erschien eine neue Heftreihe Turok Son Of Stone mit neuen Geschichten, inklusive einer neu erzählten Entstehungsgeschichte. Geschrieben wurden sie von Jim Shooter. Heft Nr. 1 enthält zusätzlich die erste Turok Story von Dell. Die vier erschienenen Ausgaben wurden im Dezember 2011 in einem Trade Paperback zusammen veröffentlicht.

### Veröffentlichung in Deutschland
In Deutschland erschien Turok Sohn der Steine im Bildschriftenverlag von 1967 bis 1970 in 17 Heften. Hier wurden Gold Key Storys in Schwarz-Weiß aufgelegt. Von 1978 bis 1982 wurde Turok in der Taschenbuch-Reihe Die Actionhelden vom Condor Verlag zusammen mit anderen Helden aus dem Bildschriftenverlag neu aufgelegt, es erschienen 14 TBs. In wechselnder Reihenfolge wurden die Geschichten und Titel in den TBs aneinander gereiht.
Der Verlag Modern Graphics (später: MG Publishing) gab Turok-Storys vom Acclaim Comics (VH2) heraus. In der Reihe „Gamix“ erschien mit der Nr. 7 Turok / Shadowman, in der Reihe Gamix Sonderband erschien Turok mit der Nr. 1 und 2 in zwei Heften. Die Valiant-Comics-Geschichten (VH1) erschienen in Deutschland nicht.

## Videospiele

### Allgemeines
Das Turok-Franchise wurde vor allem durch die Turok-Videospiele von Acclaim bekannt. Die Spiele wurden von Iguana Entertainment entwickelt, und mit Ausnahme der Game-Boy-Titel handelt es sich dabei um Ego-Shooter. Während diese in der Originalversion blutige Gewaltdarstellung beinhalten, wurden sämtliche deutschen Versionen entschärft.
In den Spielen durchstreift der Spieler in der Rolle von Turok große, zum Teil unübersichtliche Level, bekämpft Gegner, sammelt Schlüssel und löst andere Aufgaben. Mit dem zweiten Teil wurde ein Mehrspielermodus hinzugefügt, in dem mehrere Spieler Gefechte gegeneinander austragen können.
Folgende Spiele sind bis heute erschienen:
| Spiel                                        | Plattform                                                    |
| -------------------------------------------- | ------------------------------------------------------------ |
| Turok: Dinosaur Hunter (1997)                | Game Boy, Nintendo 64, PC                                    |
| Turok 2: Seeds of Evil (1998)                | Game Boy Color, Nintendo 64, PC                              |
| Turok: Legenden des Verlorenen Landes (1999) | Game Boy Color, Nintendo 64                                  |
| Turok 3: Shadow of Oblivion (2000)           | Game Boy Color, Nintendo 64                                  |
| Turok Evolution (2002)                       | Game Boy Advance, Nintendo GameCube, PlayStation 2, PC, Xbox |
| Turok (2008)                                 | PlayStation 3, PC, Xbox 360                                  |
| Turok Dinosaur Hunter (Remastered) (2015)    | PC                                                           |
| Turok 2: Seeds of Evil (Remastered) (2017)   | PC                                                           |

### Turok: Dinosaur Hunter (1997)
Turok: Dinosaur Hunter erschien in Deutschland am 4. März 1997 für das Nintendo 64 (N64) – drei Tage nach Veröffentlichung des N64 – und verfügte über für damalige Verhältnisse richtungsweisende Grafik. Weitere Portierungen für PC und Game Boy folgten. In der deutschen N64-Version wurden menschliche Gegner durch Roboter ersetzt, um einer Indizierung zu entgehen.
Releases:
- : 28. Februar 1997
- : 4. März 1997
- : 30. Mai 1997
- : Januar 1999 (Player’s Choice)

### Turok 2: Seeds of Evil (1998)
Der zweite Teil erschien erst für das N64 im Januar 1999 und später für PC und war eines der ersten Spiele, welche das Expansion Pak des Nintendo 64 unterstützten. In der deutschen N64-Version wurde komplett auf die Darstellung von Blut verzichtet und bei Treffern eine blaue Gaswolke angezeigt. Zudem wurden menschliche Leichen komplett aus dem Spiel entfernt und Ragdolleffekte deaktiviert. Die Waffe „Cerebral Bore“ wurde in der deutschen Version in eine Zielsuchkanone umgewandelt. Hierbei wurden die Bohranimation sowie das herausspritzende Blut und die Gehirnmasse entfernt. Bei Kontakt des Projektils mit dem Gegner wurde sofort eine Explosion ausgelöst.

### Turok: Legenden des Verlorenen Landes (1999)
Das dritte Spiel war als Mehrspielerspiel konzipiert und erschien für das Nintendo 64 und Game Boy Color. Die englische N64-Version Turok: Rage Wars hat rote Blutfarbe. Die Figur „Adon“ wurde in Deutschland durch die Figur „Alpha“ ersetzt.

### Turok 3: Shadow of Oblivion (2000)
Der vierte Teil (und somit der dritte mit einem Einzelspielermodus) erschien für das Nintendo 64 und Game Boy Color. Als einer der letzten Nintendo-64-Titel erhielt das Spiel nur wenig Aufmerksamkeit. Es wurde von IGN.com mit (N64-Version, Wertung: 7,4) bewertet. Der Gewaltgrad wurde für Deutschland in Turok 3 nicht verändert.

### Turok Evolution (2002)
Das fünfte Spiel erschien für Nintendo GameCube, Game Boy Advance, PC, Xbox und PlayStation 2. Es erhielt eher gemischte Kritiken. 4Players gab als Fazit an, dass das Spiel an „ordentliche Schwächen leidet“, im Gegensatz zur XBG Games die im Fazit angaben: „Brachialer Ego-Shooter mit schweren Waffen.“ Das Spiel erschien in zwei Schnittfassungen, eine zensierte mit 16er-Freigabe und eine 18er-Freigabe. Die unzensierte 18er-Freigabe ist nur auf Englisch erhältlich.

### Turok (2008)
Das sechste Spiel wurde von Touchstone Pictures und Propaganda Games für Xbox 360 und PlayStation 3, sowie für den PC entwickelt, nachdem der vorherige Entwickler Acclaim Entertainment Insolvenz angemeldet hat. Das Spiel erschien Februar 2008 für die PlayStation 3 und Xbox 360, Ende April 2008 auch für den PC.
Die Kritiken über die Neuauflage von Turok gehen weit auseinander. Das deutsche Magazin gamona.de ist besonders von der Ideenlosigkeit des Shooters enttäuscht: „Man fragt sich, warum man überhaupt weiterspielt. Denn es gibt so viele gute und spannende Shooter dort draußen - Turok gehört jedoch nicht dazu.“ (Xbox-360-Version, Wertung: 58 %). Ein wenig positiver sieht es IGN. Sie können jedoch nicht über die technischen Schwächen hinwegsehen und meinen: „Es besteht kein Zweifel daran, dass Turok Spaß macht. Doch die dünne Geschichte und Antriebslosigkeit des Spiels überwiegen.“ (Xbox-360-Version, Wertung: 7,3). Ganz anders hingegen sieht es die XBG Games, die im Fazit meinten: „Turok ist zurück: Grafisch opulente Saurierjagd mit Megawummen im virtuellen Dschungel.“ (Xbox-360-Version, Wertung: 88 %)

### Turok Dinosaur Hunter (2015)
Am 17. Dezember 2015 veröffentlichte Night Dive Studios ein Remaster des originalen Spiels mit leichten Überarbeitungen, welches auf aktuellen Windows-Versionen läuft. Abgesehen von einer erhöhten Sichtweite und anderen kleineren Änderungen wie reflektierendem Wasser und besseren Lichteffekten entspricht es grafisch immer noch dem Niveau von 1997, unterstützt aber auch höhere Auflösungen als das Original. Die Soundeffekte stammen nun aus der N64-Version.

### Turok 2: Seeds of Evil (2017)
Im Jahr 2017 veröffentlicht Night Dive Studios ein weiteres Remaster, diesmal vom Nachfolger Turok 2: Seeds of Evil mit leichten Überarbeitungen, welches auf aktuellen Windows-Versionen läuft. Auch bei dieser Neuveröffentlichung bestehen die einzigen Änderungen aus einer erhöhten Sichtweite und anderen Kleinigkeiten wie reflektierendem Wasser und besseren Lichteffekten.

## Verfilmung
Anfang 2008 veröffentlichte Curt Geda zusammen mit Dan Riba den Zeichentrickfilm Turok: Son of Stone in englischer Sprache. Sprecher sind unter anderem Adam Beach und Robert Knepper.